# Ramiz Galvão
Benjamin Franklin de Ramiz  Galvão, primeiro e único barão de Ramiz (Rio Pardo, 16 de junho de 1846 — Rio de Janeiro, 9 de março de 1938), foi um médico, professor, reitor, filólogo, biógrafo e orador brasileiro.
Lecionou grego, retórica, poética e literatura brasileira no Colégio Pedro II (1869—1870) e foi professor da Faculdade de Medicina do Rio de Janeiro tendo sido o primeiro reitor da Universidade do Rio de Janeiro. Também foi tutor do Príncipe Imperial D. Pedro de Alcântara de Orléans e Bragança, durante sua infância até a Proclamação da República Brasileira, em 1889, quando esse partiu ao exílio, juntamente a sua família, com catorze anos. Dirigiu a Biblioteca Nacional por 12 anos (1870-1882)
É patrono da cadeira 9 da Academia Rio-Grandense de Letras. Foi eleito membro honorário da Academia Nacional de Medicina em 1919, onde é patrono da Cadeira 94.

## Academia Brasileira de Letras
Foi eleito em 12 de abril de 1928 para ser o segundo ocupante da cadeira 32, sendo recebido em 23 de junho pelo acadêmico Fernando Magalhães.